# Oxypoda sejuncta
Oxypoda sejuncta är en skalbaggsart som beskrevs av Thomas Casey 1911. Oxypoda sejuncta ingår i släktet Oxypoda och familjen kortvingar. Inga underarter finns listade i Catalogue of Life.